# 세르히 타루타
세르히 올렉시요비치 타루타(우크라이나어: Сергій Олексійович Тарута; 1955년 7월 22일 출생)는 우크라이나의 정치인이자 현 우크라이나 의회 의원이며, 우크라이나 사업가이다. 때로는 과두제자라고 불리기도 한다. 돈바스 산업 연합의 설립자이자, 전 FC 메탈루르흐 도네츠크 회장, 그리고 도네츠크주의 전 주지사이다.

## 생애
세르히 타루타는 1955년 마리우폴에서 태어났으며, 어린 시절 성공적인 사이클 선수였다. 그는 나중에 하루 평균 120킬로미터를 탔다고 주장했다. 그는 프리아조우스키 국립 기술 대학교에서 공부한 후, 우크라이나의 대형 금속 공장인 아조우스탈에서 일했다.

## 사업 경력
1995년 세르히 타루타는 아조우스탈을 떠나 자신이 공동 설립한 외국 무역 회사 "아조빈텍스"로 갔다. 1995년 12월, 그는 공동 설립한 돈바스 산업 연합 공사 (ISD 공사)의 CEO로 임명되었다. 2001년부터 2014년까지 타루타는 ISD 공사 이사회 의장을 역임했다.
포브스 잡지에 따르면, 그는 2008년 추정 자산이 27억 미국 달러 이상으로 세계에서 가장 부유한 사람 중 한 명이다.

## 정치 경력
1998년과 2002년 세르히 타루타는 도네츠크주 텔마노프스키 선거구에서 도네츠크 지방 시의회 의원으로 선출되었다.
2014년 3월 2일, 2014년 우크라이나 친러시아 분쟁 가운데 올렉산드르 투르치노우 권한대행은 타루타를 도네츠크주 주지사로 임명했다. 2014년 10월 10일, 페트로 포로셴코 대통령은 그를 해임하고 올렉산드르 키흐텐코로 교체했다.
2014년 우크라이나 총선에서 타루타는 무소속 후보로 마리우폴의 소선거구제에서 60.00%의 득표율로 당선되어 2014년 11월 27일부터 우크라이나 의회 의원이 되었다.
타루타는 우크라이나와 독일 간의 의회 간 교류 그룹을 이끌고 있다.
그는 또한 문화 및 영적 문제에 대한 의회 위원회의 역사 및 문화 유산 보호 소위원장을 맡고 있다.
타루타는 돈바스 미래를 위한 의회 플랫폼의 공동 의장으로, 이 기구는 이 지역의 점령된 영토 재통합과 관련된 문제를 해결하는 데 도움이 될 새로운 입법 이니셔티브를 개발하는 것을 목표로 한다.
그는 돈바스를 위한 세 기둥 평화 계획의 저자이며, 또한 돈바스 평화 회담을 위한 빈 형식의 창설을 제안했다.
타루타는 우크라이나 2030 지속 가능한 개발 원칙 개발자 그룹을 이끌었다.
세르히 타루타는 정당 "오스노바"의 창립자이다.
2018년 9월 22일, 오스노바는 타루타를 2019년 우크라이나 대통령 선거의 당 후보로 지명했다. 3월 16일 (선거 2주 1일 전) 타루타는 자신의 선거 팀이 동료 후보 율리야 티모셴코의 선거 운동을 지지할 것이라고 약속했다. 그러나 그의 이름은 투표용지에서 삭제되지 않았다. (3월 7일은 후보자들이 투표용지에서 이름을 철회할 수 있는 마지막 날이었다.)
2019년 7월 2019년 우크라이나 총선에서 타루타는 조국 당명부에서 2위를 차지했다. 그는 의회에 선출되었다.

## 사생활
세르히 타루타는 결혼하여 두 딸을 두고 있다.
타루타는 다작의 골동품 수집가이다.

## 명예
세르히 타루타는 조국 공로 훈장 3급(2006년)과 2급(2009년), 그리고 성 안나 훈장 2급을 수여받았다.